# Umlaufgeschwindigkeit des Geldes
Die Umlaufgeschwindigkeit des Geldes ist eine volkswirtschaftliche Kennzahl, welche die Häufigkeit misst, mit der eine Geldeinheit in einem bestimmten Zeitraum für Transaktionen verwendet wird.

## Allgemeines
Unter Geld werden alle Zahlungsmittel verstanden, also Bargeld und Buchgeld. Die zu letzterem gehörenden Sichteinlagen besitzen eine höhere Umlaufgeschwindigkeit, weil sie wesentlich intensiver für Zahlungen eingesetzt werden als Bargeld, das geraume Zeit in Geldbeuteln oder Kassen ruht und deshalb dem Umlauf entzogen ist. Beim Bargeld besitzen die niedriger denominierten Münzen und Banknoten eine höhere Umlaufgeschwindigkeit als höher denominierte (unter den Eurobanknoten besitzt die 200-Euro-Banknote die geringste Umlaufgeschwindigkeit). Transaktionen sind jegliche Art von Zahlungen (etwa die Kaufpreiszahlung beim Kaufvertrag oder auch die Geldschenkung).
Die Kennzahl erschien erstmals in der von Irving Fisher 1911 aufgestellten Quantitätsgleichung
{\displaystyle BIP\cdot P=M\cdot U}.
Hierbei sind {\displaystyle BIP} das Bruttoinlandsprodukt, {\displaystyle P} die Preise hierfür, {\displaystyle M} die Geldmenge und {\displaystyle U} die Umlaufgeschwindigkeit des Geldes. Danach ist die mit der nominalen Geldmenge multiplizierte Umlaufgeschwindigkeit identisch mit dem Produkt aus Preisniveau und BIP. Wird die Gleichung nach {\displaystyle U} aufgelöst, ergibt sich:
{\displaystyle U={\frac {BIP\cdot P}{M}}}.
Danach errechnet sich die Umlaufgeschwindigkeit aus der Gegenüberstellung des Preisniveaus mit der Geldmenge. Fishers Gleichung ist allerdings ungenau, denn die Geldmenge berücksichtigt nicht die Hortung.

## Geschichte
Aus der Vielzahl der Wissenschaftler, die sich mit der Umlaufgeschwindigkeit des Geldes außerhalb von Irving Fisher befassten, sollen die wichtigsten Vertreter erwähnt werden.  
Bereits im Jahre 1692 befasste sich John Locke mit der Umlaufgeschwindigkeit des Geldes. Der wahre Geldwert liegt ihm zufolge in der Zirkulation und deren Geschwindigkeit (englisch quickness of circulation). William Petty war 1695 der Auffassung, dass die Verschlechterung der Geldqualität den Vorteil biete, das Horten zu verhindern und die Umlaufgeschwindigkeit des Geldes zu erhöhen. Richard Cantillon gilt als erster Geldtheoretiker, der die Umlaufgeschwindigkeit des Geldes (französisch vitesse de la circulation) 1755 in das Zentrum seiner Forschung stellte.
Knut Wicksell definierte sie 1898 als die „Male, welche die vorhandenen Geldstücke im Wege des Kaufs und Verkaufs (also nicht im Wege des Darlehens) während der gewählten Zeiteinheit … die Hände wechseln“. Wicksell stimmte den Erklärungen der Quantitätstheorie zu, hielt diese jedoch durch die Kritik ihrer Voraussetzungen für angreifbar. Er bezweifelte die Konstanz der Umlaufgeschwindigkeit bzw. der Kassenhaltungsdauer als eine der „luftigsten und am wenigsten greifbaren Faktoren der Volkswirtschaft“. Er kritisierte außerdem den quantitätstheoretischen Geldbegriff, da Edelmetalle und Münzen im Zahlungsverkehr durch Banknoten, Wechsel oder Schecks austauschbar seien. Dadurch verkomme die Geldmenge zu einer endogenen Größe. Außerdem könne ein Anstieg der Edelmetallmenge einen Rückgang des Wechselumlaufs bewirken, so dass die Geldmenge gleich bliebe. Auch bezweifelte er, dass der Realkassenbestand das Ausgabeverhalten der Wirtschaftssubjekte maßgeblich beeinflusst.
Ludwig von Mises kritisierte 1934 und 1949:

„The main deficiency of the velocity of circulation concept is that it does not start from the actions of individuals but looks at the problem from the angle of the whole economic system. This concept in itself is a vicious mode of approaching the problem of prices and purchasing power. It is assumed that, other things being equal, prices must change in proportion to the changes occurring in the total supply of money available. This is not true.“

„Das Hauptproblem des Konzepts der Umlaufgeschwindigkeit ist, dass es nicht bei individuellen Handlungen beginnt, sondern das Problem aus Sicht des gesamten ökonomischen Systems betrachtet. Dieses Konzept selbst ist eine fehlerhafte Art, sich dem Problem der Preise und Kaufkraft zu nähern. Es wird angenommen, dass sich Preise proportional zu der Gesamtgeldmenge verhalten, wenn andere Faktoren gleich bleiben. Das ist nicht wahr.“

## Berechnung
Der Umlaufgeschwindigkeit des Geldes {\displaystyle U} werden heute das Volkseinkommen {\displaystyle Y} (pro Zeiteinheit) und die Geldmenge {\displaystyle M} gegenübergestellt:
{\displaystyle U={\frac {Y}{M}}}.
Eine Erhöhung der Umlaufgeschwindigkeit wirkt wie eine Erhöhung der Geldmenge und umgekehrt. Die Hortung als vorübergehender oder dauerhafter Entzug von Geld aus dem Geldkreislauf wird berücksichtigt, denn sie verringert die Umlaufgeschwindigkeit.

## Mikroökonomische Sicht
Betrachten wir eine kleine Volkswirtschaft bestehend aus einem Bauern, einem Sägewerk und einem Tischler, die zusammen eine Geldmenge von 200 € besitzen. Der Tischler möchte sich ein Regal bauen, und der Bauer möchte seinen defekten Traktor reparieren lassen. Es ergeben sich innerhalb eines Jahres folgende Transaktionen:
|                                                                               | Umsatz | Bauer | Sägewerk | Tischler | BIP   |
| ----------------------------------------------------------------------------- | ------ | ----- | -------- | -------- | ----- |
| Geldmenge am Anfang                                                           |        | 50 €  | 50 €     | 100 €    |       |
| Bauer fällt einen Baum und verkauft ihn dem Sägewerk für 50 €                 | 50 €   | 100 € | 0 €      | 100 €    | 50 €  |
| Das Sägewerk zersägt den Baum und verkauft die Bretter dem Tischler für 100 € | 100 €  | 100 € | 100 €    | 0 €      | 50 €  |
| Tischler repariert Traktor für 100 €                                          | 100 €  | 0 €   | 100 €    | 100 €    | 100 € |
| Summen                                                                        | 250 €  |       |          |          | 200 € |

In der Mikroökonomik kann die Umlaufgeschwindigkeit als 
{\displaystyle V=Umsatz\div Geldmenge\div Zeit}
bestimmt werden.
Die Umlaufgeschwindigkeit beträgt im Beispiel {\displaystyle 250\,\mathrm {\euro} \div 200\,\mathrm {\euro} \div 1\,{\text{Jahr}}=1{,}25/{\text{Jahr}}}. Das Geld läuft also mehr als einmal um pro Jahr.
Das Bruttoinlandsprodukt (BIP) beträgt in diesem Beispiel lediglich 200 €, da in den Brettern für 100 € schon die Vorleistung des Baumes (50 €) enthalten ist und daher nur 50 € Wertschöpfung durch das Sägewerk stattfand. Diese Beobachtung ist wichtig für die Beurteilung der makroökonomischen Berechnungsmöglichkeiten der Umlaufgeschwindigkeit.
Würde der Bauer seinen Baum selbst zu Brettern verarbeiten und diese direkt an den Tischler verkaufen (erhöhte Fertigungstiefe), betrüge der Gesamtumsatz nur 200 € und damit die Umlaufgeschwindigkeit nur {\displaystyle 200\,\mathrm {\euro} \div 200\,\mathrm {\euro} \div 1\,{\text{Jahr}}=1{,}0/{\text{Jahr}}}. Daran ist zu erkennen, dass eine höhere Fertigungstiefe die Umlaufgeschwindigkeit reduziert.

## Makroökonomische Sicht
Unter der Umlaufgeschwindigkeit versteht man das Verhältnis der gesamtwirtschaftlichen Summe aller in Geld bewerteten realen Transaktionen oder einer gesamtwirtschaftlichen Einkommensgröße zum gesamtwirtschaftlichen Geldbestand. Die Umlaufgeschwindigkeit ist der Kehrwert des Kassenhaltungskoeffizienten, d. h. der durchschnittlichen Haltedauer des Geldes.
Da es sich beim nominalen Bruttoinlandsprodukt um eine gesamtwirtschaftliche Einkommensgröße handelt, wird die so ermittelte Geldumlaufgeschwindigkeit auch als Einkommensumlaufgeschwindigkeit bezeichnet. Heute betrachtet man meist eine vereinfachte Form der Umlaufgeschwindigkeit, die Einkommensumlaufgeschwindigkeit, bei der eine gesamtwirtschaftliche Einkommensgröße – wie insbesondere das nominale Bruttoinlandsprodukt – auf die Geldmenge bezogen wird. Da es verschiedene Konzepte der gesamtwirtschaftlichen Geldmenge gibt, unterscheiden sich die verschiedenen Formen der Umlaufgeschwindigkeit auch nach dem benutzten Maß für die Geldmenge.
Mit {\displaystyle Y} als Abkürzung für das nominale Bruttoinlandsprodukt, {\displaystyle M_{1}}, {\displaystyle M_{2}} und {\displaystyle M_{3}} für die verschieden definierten Arten der Geldmenge und mit {\displaystyle V_{1}}, {\displaystyle V_{2}} und {\displaystyle V_{3}} für die zugeordneten Umlaufgeschwindigkeiten gilt jeweils
{\displaystyle V_{i}={\frac {Y}{M_{i}}}}
Die Einkommensumlaufgeschwindigkeit vernachlässigt folgende Gesichtspunkte:
- Transaktionen mit Vermögenswerten, z. B. Kauf von Wertpapieren und Immobilien, sind nicht Teil des Bruttoinlandsproduktes, können aber mehr als die Hälfte der Geldmenge benötigen[12]. In Volkswirtschaften mit einem hohen Anteil an Vermögenstransaktionen ist das Maß der Einkommensumlaufgeschwindigkeit erheblich niedriger als die tatsächliche Umlaufgeschwindigkeit des Geldes.
- Das Bruttoinlandsprodukt misst nur den Wert der Endprodukte, nicht aber den Wert der entlang der Wertschöpfungskette umgesetzten Zwischenprodukte. Bei geringer Fertigungstiefe werden auch viele Zwischenprodukte auf dem Weg zum Endprodukt gehandelt, was eine höhere Anzahl an Transaktionen zur Folge hat und damit die Umlaufgeschwindigkeit erhöht.
- Relevant für das Bruttoinlandsprodukt ist nur eine Teilmenge des Geldes, die Transaktionskasse. Die Spekulationskasse dient der Wertaufbewahrung und dem Sparen und ist nur selten am Inlandsprodukt beteiligt. Wenn also ein hoher Anteil des Geldes gehortet wird, ergibt sich ein niedriger Wert für die wie oben berechnete Einkommensumlaufgeschwindigkeit. Ohne eine klare Trennung der Geldmenge nach ihrer Verwendung ist es schwer zu sagen, ob die Geldmenge der Wirtschaftstätigkeit angemessen ist. Ein niedriger Wert für die Einkommensumlaufgeschwindigkeit kann darauf hindeuten, dass ein großer Teil der Geldmenge gehortet wird.

## Beobachtungen und Theorien über die Umlaufgeschwindigkeit
Umstritten ist die Frage, welchen langfristigen Trend die Einkommensumlaufgeschwindigkeit des Geldes zeigt. Die Beantwortung dieser Frage hängt unter anderem von dem gewählten Geldmengenkonzept ab. {\displaystyle V_{1}} der Geldmenge {\displaystyle M_{1}} (Bargeldmenge {\displaystyle M_{0}} plus Sichteinlagen) zeigt teilweise einen steigenden Trend. Für {\displaystyle V_{2}} der Geldmenge {\displaystyle M_{2}} ({\displaystyle M_{1}} plus Spareinlagen) wurde für eine Reihe von OECD-Ländern ein langfristig U-förmiger Verlauf nachgewiesen. In vielen entwickelten Volkswirtschaften zeigt {\displaystyle V_{3}} der Geldmenge {\displaystyle M_{3}} ({\displaystyle M_{2}} plus Termineinlagen) heute einen fallenden Trend, für einzelne Nationen (etwa Großbritannien) gab es aber früher Perioden längerfristiger Stabilität.

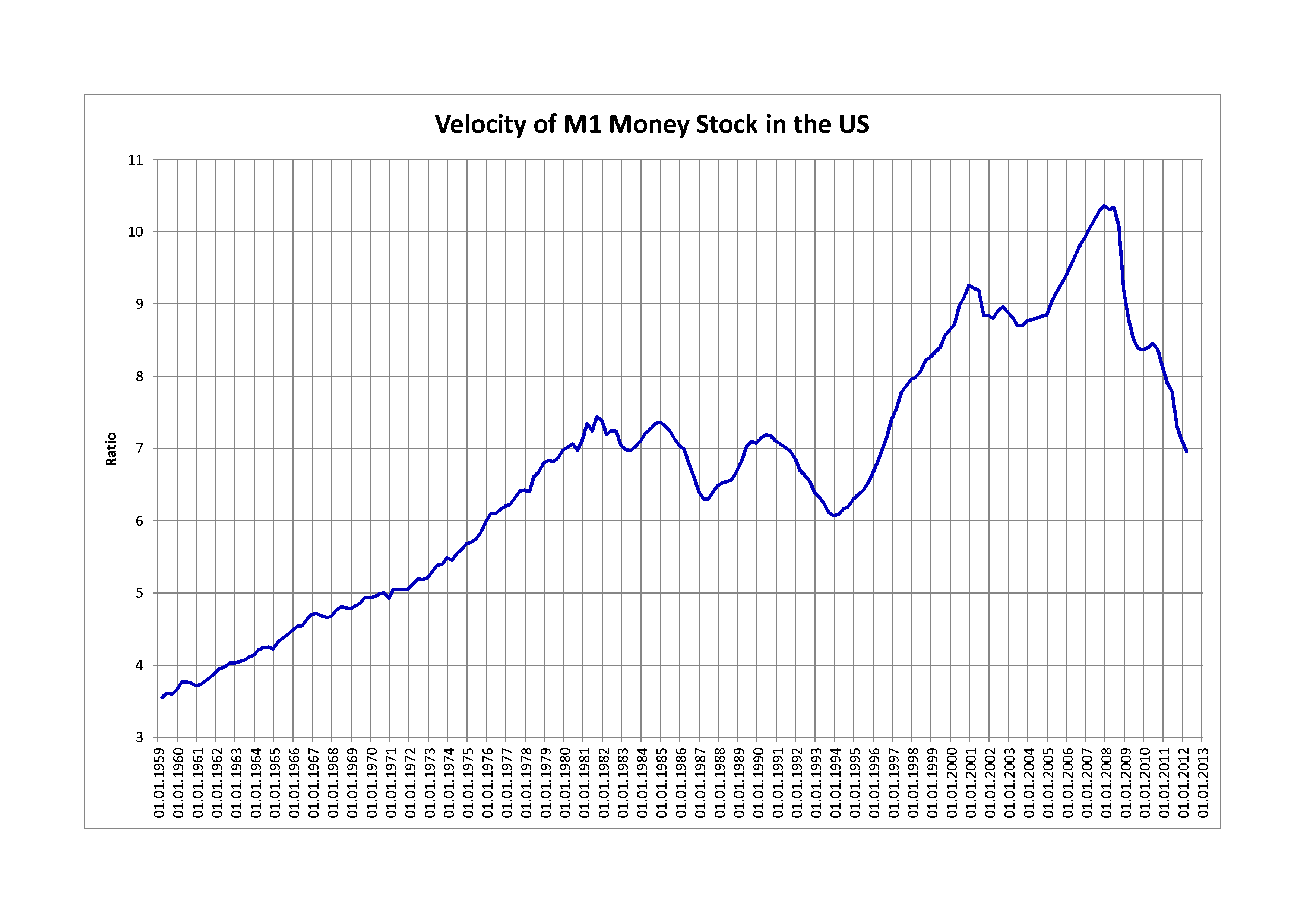
Umlaufgeschwindigkeit der Geldmenge M1 in den USA 1959–2012
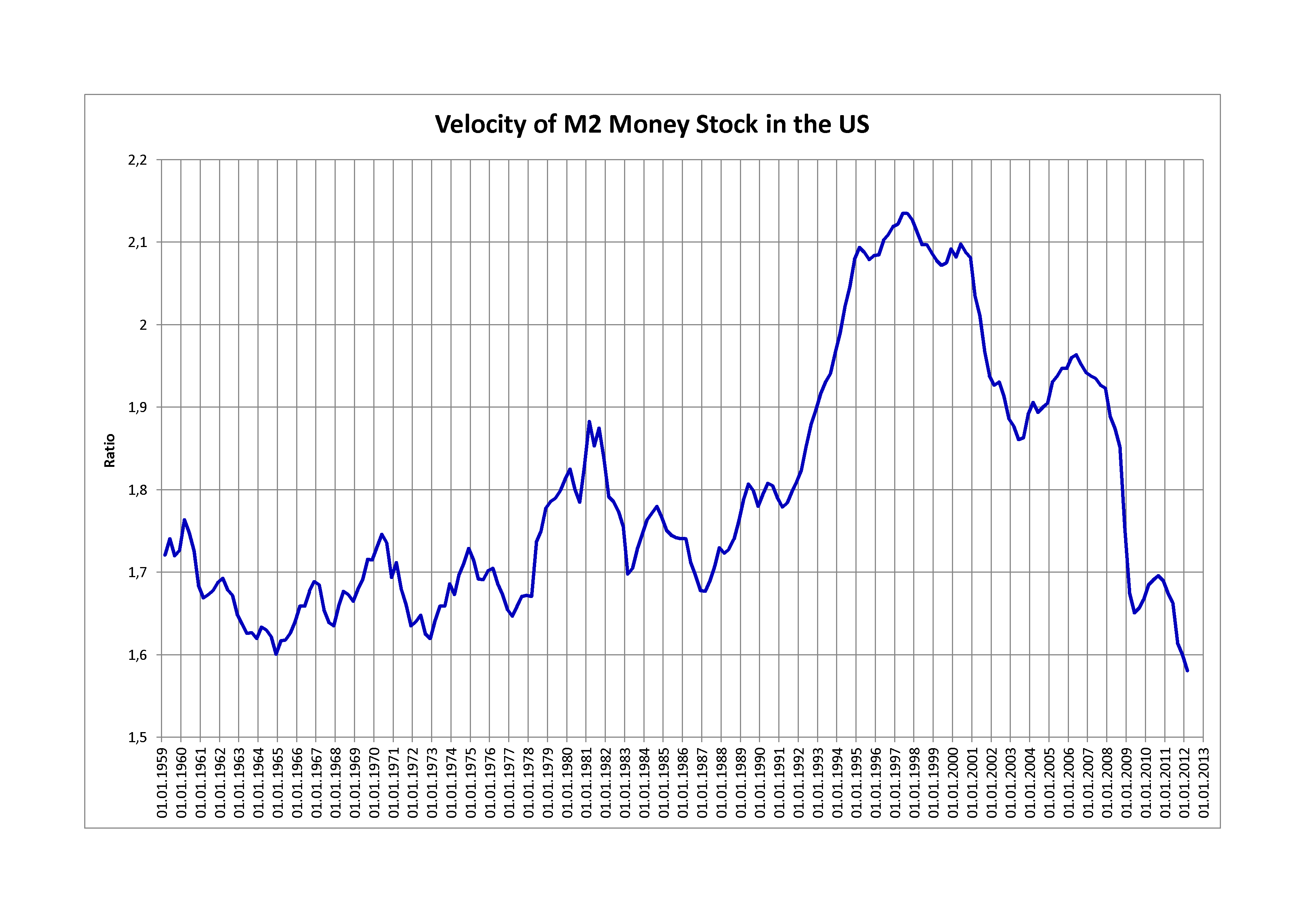
Umlaufgeschwindigkeit der Geldmenge M2 in den USA 1959–2012
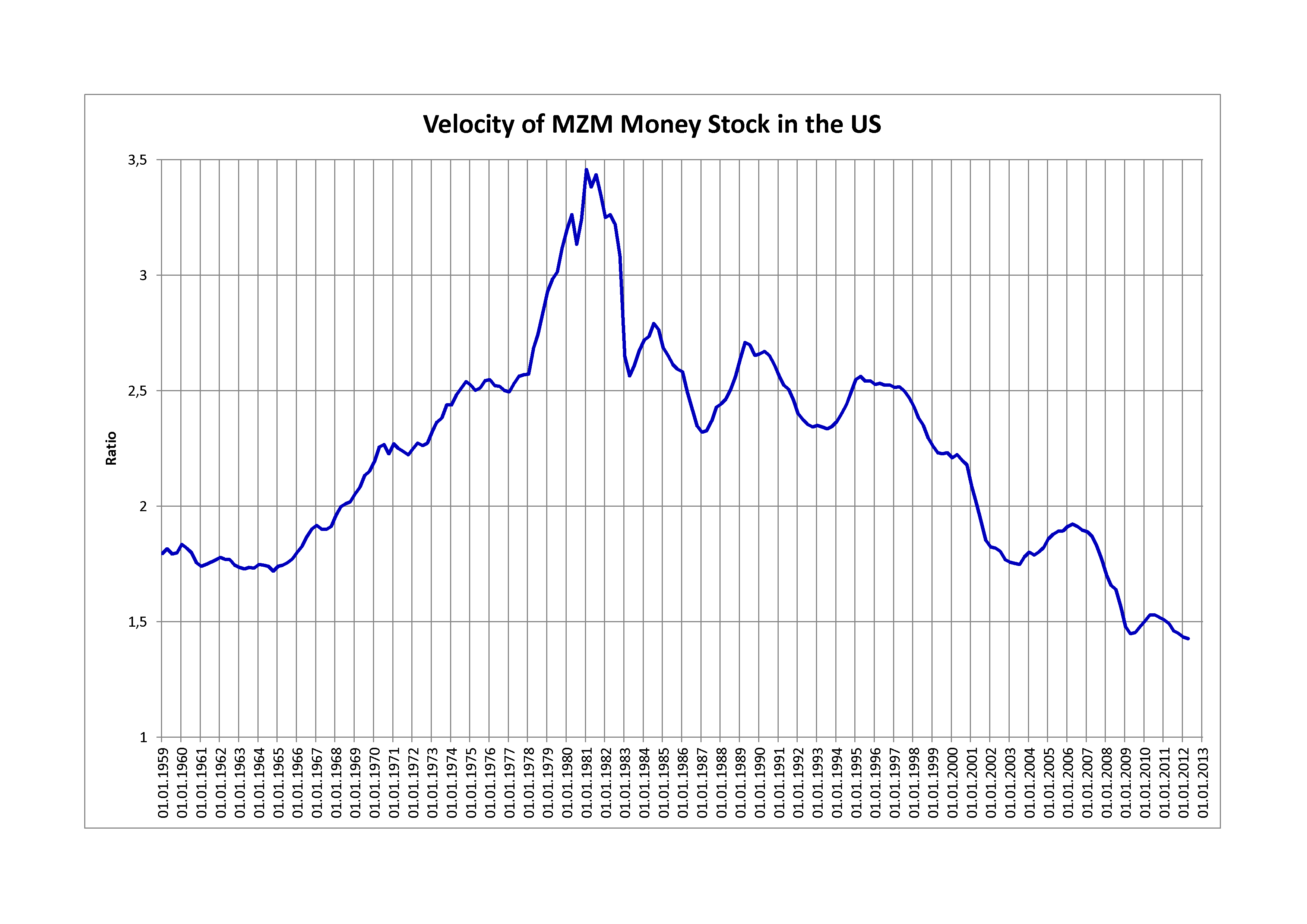
Umlaufgeschwindigkeit der Geldmenge MZM in den USA 1959–2012

Die Art der Bestimmung und die jeweils daraus folgende Umlaufgeschwindigkeit sind Gegenstand von Kontroversen zwischen verschiedenen Wirtschaftstheorien. Da angenommen wird, dass Zahlungsgewohnheiten (z. B. Löhne, Gehälter, Steuern) keinen kurzfristigen Schwankungen unterliegen, neigen Anhänger der Quantitätstheorie dazu, zu glauben, dass die Umlaufgeschwindigkeit technologisch bestimmt und stabil ist, solange weder Inflation noch Deflation zu erwarten sind und dass derartige Erwartungen nicht entstehen, solange keine Anzeichen erkennbar sind, dass sich das allgemeine Preisniveau ändert.
Real ist in Deutschland ein langfristiger Abwärtstrend zu verzeichnen: Der Wert von {\displaystyle V_{3}} fiel von 2,5 im Jahr 1970 auf ~1,2 im Jahr 2010 bzw. im Schnitt 0,5 % bis 1 % pro Jahr. Eine mögliche Erklärung dafür ist, dass die in Umlauf befindliche Geldmenge jährlich stärker steigt als das Bruttoinlandsprodukt.

## Statistik
In der Eurozone ergibt sich folgende Entwicklung der Geldumlaufgeschwindigkeit, der die USA gegenübergestellt werden:
| Jahr | {\displaystyle V_{1}} | {\displaystyle V_{3}} | {\displaystyle V_{1}} (USA) |
| ---- | --------------------- | --------------------- | --------------------------- |
| 2000 | 3,38                  | 1,43                  | 9,45                        |
| 2005 | 2,47                  | 1,19                  | 9,52                        |
| 2010 | 2,03                  | 1,03                  | 8,14                        |
| 2015 | 1,59                  | 0,97                  | 5,86                        |
| 2020 | 1,08                  | 0,76                  | 3,00                        |

Die Geldumlaufgeschwindigkeit hat in der Eurozone tendenziell über die Jahre abgenommen. Geld als Luxusgut wird mit steigendem Einkommen begehrenswerter, und Arbeitslose schränken ihre Geldnachfrage nicht in dem Maße ein wie ihr Einkommen sinkt. In beiden Fällen steigt die Geldhaltung relativ zum Einkommen, die Geldumlaufgeschwindigkeit nimmt ab.

## Wirtschaftliche Aspekte
In der Geldtheorie ist die Umlaufgeschwindigkeit des Geldes eine bedeutende ökonomische Größe. Wesentliche Einflussfaktoren der Umlaufgeschwindigkeit des Geldes sind die Kassenhaltungsgewohnheiten der Wirtschaftssubjekte, das Zahlungsverhalten der Gesellschaft (Frequenz der Zahlungseingänge und Zahlungsausgänge) sowie Bevölkerungsdichte und Schnelligkeit des Gütertransports. Diese Faktoren halten die Umlaufgeschwindigkeit kurzfristig konstant und wirken sich erst langfristig aus. Auch Wicksell sah die Umlaufgeschwindigkeit als schwankende Größe von unbegrenzter Elastizität.
Welche Geldmenge im volkswirtschaftlichen Umsatzprozess benötigt wird, hängt von der Entwicklung des Produktionspotenzials, des Preisniveaus und der Umlaufgeschwindigkeit des Geldes ab.  Je höher die Umlaufgeschwindigkeit ist, umso weniger zusätzliches Geld wird benötigt und umgekehrt. 
Insbesondere in Staaten mit Hyperinflation ist zu beobachten, dass neben einem Geldüberhang auch die Umlaufgeschwindigkeit des Geldes inflationserhöhend wirkt. Die Arbeitseinkommen werden dort üblicherweise zweimal im Monat je zur Hälfte gezahlt und sofort konsumiert, weil der Verbraucher bereits am nächsten Tag nach der Lohnzahlung mit höheren Preisen und einem damit verbundenen Kaufkraftverlust rechnen muss. Sowohl die häufigere Zahlung als auch der schnelle Konsum wirken erhöhend auf die Umlaufgeschwindigkeit und damit auf die Inflation.